# Minderung der Erwerbsfähigkeit
Der Begriff der Minderung der Erwerbsfähigkeit (MdE) ist ein Rechtsbegriff aus dem Bereich der gesetzlichen Unfallversicherung (SGB VII), der früher auch für das soziale Entschädigungsrecht bedeutsam war. Er ist nicht gleichzusetzen mit den Begriffen Arbeitsunfähigkeit (AU) der gesetzlichen Krankenversicherung, Erwerbsminderung (EM) der gesetzlichen Rentenversicherung oder Grad der Behinderung (GdB) des Rechts der behinderten Menschen. Hinter diesen Begriffen stehen jeweils verschiedene rechtliche Definitionen.

## Gesetzliche Unfallversicherung
Die MdE ist eine von mehreren gesetzlichen Voraussetzungen für die Gewährung einer Verletztenrente wegen eines Arbeitsunfalls, Wegeunfalls oder einer Berufskrankheit durch die gesetzliche Unfallversicherung.
Gemäß § 56 Absatz 1 Siebtes Buch Sozialgesetzbuch haben Versicherte, deren Erwerbsfähigkeit infolge eines Arbeitsunfalls oder einer Berufskrankheit über die 26. Woche hinaus um wenigstens 20 Prozent gemindert ist, Anspruch auf eine solche Rente. Eine Ausnahme gilt nach § 80a SGB VII bei Versicherungsfällen ab dem 1. Januar 2008 bei landwirtschaftlichen Unternehmern, deren Ehegatten und Familienangehörigen. Hier ist eine MdE von wenigstens 30 % Voraussetzung für einen Rentenanspruch.
Der Grad der MdE richtet sich gemäß § 56 Absatz 2 Siebtes Buch Sozialgesetzbuch „nach dem Umfang der […] verminderten Arbeitsmöglichkeiten auf dem gesamten Gebiet des Erwerbslebens. […] Bei der Bemessung der Minderung der Erwerbsfähigkeit werden Nachteile berücksichtigt, die die Versicherten dadurch erleiden, dass sie bestimmte von ihnen erworbene besondere berufliche Kenntnisse und Erfahrungen infolge des Versicherungsfalls nicht mehr oder nur noch in vermindertem Umfang nutzen können, soweit solche Nachteile nicht durch sonstige Fähigkeiten, deren Nutzung ihnen zugemutet werden kann, ausgeglichen werden.“
Bei der Bestimmung des Grades der MdE kommt es nicht darauf an, ob die betroffene Person tatsächlich einen Einkommensverlust erlitten hat. Die Verletztenrente der gesetzlichen Unfallversicherung soll nicht konkrete Einkommensverluste, sondern die Minderung der Erwerbsfähigkeit ausgleichen. Dies kann bei Arbeitsunfällen oder Berufskrankheiten mit einer kleinen oder mittleren MdE zu Einkommensverbesserungen führen, wenn die betroffene Person trotz der Beeinträchtigung weiterhin das ursprüngliche Arbeitseinkommen erzielt. Es ist für den Bezug einer Verletztenrente auch unschädlich, wenn gleichzeitig Leistungen einer privaten Unfallversicherung bezogen werden.
Im Laufe der Zeit haben sich für die Bewertung der MdE Erfahrungswerte gebildet. Diese sollen bei vergleichbaren Körperschäden eine Gleichbehandlung der Verletzten ermöglichen. Nach der Rechtsprechung darf aber eine schematische Anwendung dieser Erfahrungswerte nicht erfolgen. Abzustellen ist immer auf die Gegebenheiten des Einzelfalls. Die MdE ist daher in der Regel durch ein ärztliches Gutachten festzustellen, das aber die Verwaltung oder die Gerichte nicht bindet, wenn dafür nachvollziehbare Gründe vorliegen.
Hat ein Arbeitsunfall zu Schäden an mehreren Körperteilen und/oder Organen geführt, so ist die MdE nicht durch Addition der für die einzelnen Körperschäden angenommenen MdE-Sätze zu ermitteln. Es kommt in diesen Fällen vielmehr auf die Gesamteinwirkung aller Einzelschäden auf die Erwerbsfähigkeit an. Die einzuschätzende MdE (Gesamt-MdE) wird im Regelfall unter dem Additionswert liegen.
Der Begriff der MdE wurde Ende 2007 im Bundesversorgungsgesetz durch den Grad der Schädigungsfolgen ersetzt. Für den Bereich der gesetzlichen Unfallversicherung soll diese Umstellung in einem späteren Gesetzgebungsverfahren erfolgen.

## Soziales Entschädigungsrecht
Früher gab es auch im Sozialen Entschädigungsrecht (Bundesversorgungsgesetz) den Begriff MdE. Am 21. Dezember 2007 trat an die Stelle des Grades der MdE der Begriff Grad der Schädigungsfolgen (GdS).